# Хосе Ортега Мунілья
Хосе́ Орте́га Мунілья (ісп. José Ortega Munilla; нар. 26 жовтня 1856, Карденас, Куба — пом. 30 грудня 1922) — іспанський письменник і журналіст, батько філософа Хосе Ортега-і-Гассета.

## Біографія
Син Хосе Ортеги-Сапати, родом з Вальядоліда, і Уркіси Марії дель Пілар Мунільї з Естремадури. Батько був членом поміркованої партії, котрий обіймав важливу посаду в кубинській колоніальній адміністрації, хоча його основна діяльність була журналістика. Сім'я переїхала в Мадрид, тому майбутній письменник завжди вважався мадридцем. Мунілья Ортега почав навчання в семінаріях  Куенки і Жирони, що її покинув у зв'язку зі спалахом Революції у 1868 році. Тоді він був невгамовним молодим чоловіком, який поділяв прогресивний дух революції. Він був редактором газети «Ла Іберія» — партійного органу Пракседеса Матео Сагасти. Разом зі своїм другом Мігелем Мойя заснував літературний журнал «Ла Лінтерна», а також видавав газету про кориду «Чікланеро». Його літературна творчість є частиною покоління реалістів 68, з котрим Мунілья поділяв філософію позитивізму і погляди краузистів, і став захисником натуралізму у літературі. Він почав писати розділ «Хроніка тижня» у газеті «Лос Лунес дель Імпарсьяль».
9 червня 1881 одружився з дочкою засновника «Лос Лунес дель Імпарсьяль», Долорес Гассет-і-Чінчільєю. Ця пара мала четверо дітей: Едуард, який помер на засланні в Каракасі у лютому 1965, Рафаела, яка померла в 1940; Мануель, автор «Біографії газети Імпарсьяль», помер у вересні 1965, і найвідоміший, Хосе Ортега-і-Гассет, філософ, який помер у 1955. Мунілья Ортега був обраний дійсним членом Іспанської королівської академії у 1902, і виступив із промовою про Рамона де Кампоамора, хоч і починав як співробітник газети «Лос Лунес дель Імпарсьяль», працював у літературному відділі газети, найпрестижнішої на той час, котра була заснована його тестем Едуардом Гассет-і-Артіме, ліберальним монархістом, а пізніше став її керівником. Він був одним із керівників газети «Ель Соль», котра підпала під культурний вплив його сина Хосе Ортега-і-Гассета. Він перетворив газету в плацдарм для письменників Покоління 98, які тільки-но починали свою творчу діяльність: Азорін, Піо Бароха і Вальє-Інклан.

## Політична діяльність
Він отримав мандат депутата в Конгресі у муніципалітеті Падрон ( Ла-Корунья) на виборах 27 квітня 1898. Його переобиратимуть у цьому ж регіоні до виборів 8 травня 1910 (загалом 7 разів підряд).

## Робота
Як журналіст, він відомий своїм беззаперечним гумором, вільним і барвистим стилем, кмітливістю, які він зберіг до кінця свого життя, коли він почав вести колонки в газеті «ABC». Він почав свою кар'єру як оповідач сентиментального постромантичного роману. Він об'єднав свої романи від 1879 до 1884 під назвою «Сучасні стосунки». З 80-х років писав реалістичні романи. Дотримується натуралізму, починаючи з роману «El fondo del tonel» (1881—1884), в котрому шукає відповіді на соціальні питання.
У «Клеопатрі Перес» (1884) у коханої герцога Ріпамілана є син Валентин, покинутий і прийнятий подружжям Рубін. Після смерті герцога він, як син, успадковує все його багатство і повертається до справжньої матері. Обставини затьмарюють батьківство і Клеопатра вдруге відмовляється від свого сина, який помирає від горя. Інші романи «Цикада» (1879), продовження якого в романі «Сестра Люсія» (1880), «Фавн і Дріада» (1882), «Похмура ідилія» (1887) і «Сеньйорито де Сісньєга» (1918). Інші романи «Одинокий Дон Жуан», «Дармоїд», «Прямий потяг» і «Коричнева тканина». Відомий оповіданнями, такими як «Пастух, Фіфіна, Тремієльга» (1897) і «Свічадо слави» (1897). Він також написав книги про подорожі, такі як «Подорожі літописця» (1892), «Символи Сардінеро» і «Моря та гори» (1887). Для театру написав п'єсу «Ганчірка» (1918), адаптація роману під тією ж назвою.